# Linköping FC
Linköping FC, LFC, Linköping Football Club, är en fotbollsklubb i Linköping, endast  inriktad på damverksamhet och bildades ur BK Kenty DFF den 4 november 2003 på årsmötet som en elitfotbollssatsning för damer i Linköping stad.

## Historik

### Tidiga år
Laget var nykomlingar i Damallsvenskan 2004. Den tidiga målsättningen för föreningen var att snabbt etablera sig i högsta serien, vilket man gjorde genom tabellplaceringarna 6:a, 4:a och 3:a de tre första åren. Visionen var från början att ta Linköping ut i Europa. Även det uppfylldes, 2009, då man kvalade in i Uefa Women's Champions League.
Inför första säsongen 2004 värvades Malmös reservmålvakt Hedvig Lindahl och finska landslagsspelaren Anna-Kaisa Rantanen. Redan i den första hemmamatchen för den nya klubben kom 5 502 åskådare och tittade på när Djurgården och fixstjärnan Victoria Svensson kom på besök. Publikrekordet 6 359 personer sattes under hösten mot Umeå IK. Första året i allsvenskan slutade på en sjätteplats. I Svenska cupen blev det respass direkt mot Falköpings KIK, som vann hemma med 4-2 den 26 maj. Tidigare på försäsongen lyckades LFC vinna inomhus-SM efter att ha besegrat Sunnanå med 1-0 i finalen i Degerfors 7 februari. LFC:s första titel bärgades alltså redan efter drygt tre månaders föreningslevnad.
Till säsongen 2005 anslöt Josefine Öqvist, Sara Larsson och en ung talang från Skåne, Caroline Seger. Laget slutade alltså fyra i Damallsvenskan och två egna produkter från mindre Linköpingsklubbar debuterade i landslaget, Maria Karlsson (Sturefors IF) och Maria Aronsson (Västerlösa GoIF). 
Till 2006 gjordes en viktig värvning, då Frida Östberg (från Umeå IK) tecknade ett tvåårskontrakt med klubben. Till höstsäsongen hämtades amerikanska stjärnspelaren Tiffeny Milbrett. Petra Larsson, 17 år, från Ornäs i Dalarna, debuterade också i LFC detta år. LFC slutade trea i serien och vann Svenska cupen efter att överraskande ha besegrat Umeå IK på bortaplan i finalen med 3-2.
Året därpå, 2007, blev ett mellanår efter att LFC drabbats av fyra korsbandsskador (bland annat på målvakten Hedvig Lindahl) och inlett seriespelet svagt. Bland annat noterades förluster i de fyra första matcherna, däribland mot nykomlingen Falköping. Nya spelare för året var Faith Ikidi och Maureen Mmadu från Nigeria och en ung talang, Kosovare Asllani, 17 år, från Vimmerby. LFC landade på sjätte plats i tabellen och fick respass i cupen av Örebro i kvartsfinal.
Publikrekordet slogs igen 3 september 2008 i seriefinalen mot Umeå där 9 413 följde matchen på plats, vilket är svenskt publikrekord för damfotboll. LFC hade hämtat sig efter den mindre lyckade säsongen innan och satsat Brasilianskt med toppspelarna Daniela (rankad åtta i världen av FIFA) och Cristiane (trea). En annan rekrytering till 2008 var Jessica Landström, som vid det tillfället ännu ej debuterat i landslaget. Umeå vann dock seriekampen men LFC fick revansch i säsongens sista match, cupfinalen, där Josefine Öqvist avgjorde på övertid. 2008 hade LFC ett publiksnitt på 1 983 personer, bäst hittills efter debutåret 2004 (1 609).

### 2009–2012
2009, under föreningens sjätte verksamhetsår, klev man upp på tronen. LFC vann sitt första SM-guld, återigen Svenska cupen samt även Supercupen. Förutom trippeln gjorde man debut i Champions League där det dock blev respass i åttondelsfinalen mot de regerande mästarna Duisburg. Spelarrekryteringen för året var nordisk, danskorna Cathrine Paaske-Sörensen och Julie Rydahl-Bukh samt isländska Margrete Lara Vidarsdottir. 
Fyra spelare lämnade guldlaget inför 2010 och provade på äventyret som proffs i USA. Klubben orkade inte riktigt ersätta dessa och landade på en tredjeplats i tabellen. Spelaromsättningen fortsatte inför 2011 och på två år skulle hela tolv nya spelare smälta in i laget. Otur hade man också då nya världsstjärnan Kathryn Gill, australiensisk forward och 2010 utsedd till Asiens bästa damfotbollsspelare, drabbades av en korsbandsskada redan i april 2011.
Inför 2012 ökade föreningen satsningen igen för att ta upp kampen med hårdsatsande topplagen Tyresö FF och LdB FC Malmö. Spelare som Nilla Fischer, Lisa de Vanna och Manon Melis rekryterades. Laget presterade inte efter förväntningarna under den tidiga vårsäsongen efter flera tuffa skador, och kom efter topplagen trots att man besegrade Tyresö FF. Bland annat drabbades forwarden Linda Sällström och lagkaptenen Charlotte Rohlin av korsbandsskador. I Svenska cupen blev det respass mot Kristianstads DFF borta i kvartsfinalen. En god avslutning på hösten med sex raka segrar säkrade i alla fall tredjeplatsen i Damallsvenskan för östgötarna.

### 2013–2016
Under 2012 års avslutning kom Martin Sjögren in som hjälptränare och 2013 axlade han huvudansvaret. En föryngring inleddes samtidigt som en stomme spelare behölls.
Arbetet gav successiv effekt och kulminerade med klubbens andra SM-guld 2016. Flera spelare som Stina Blackstenius kom fram ur de egna leden under dessa år. Dessa kompletterades med bl.a. Fridolina Rolfö från Jitex och Magdalena Eriksson från Hammarby samt danska Pernille Harder.

## Placering tidigare säsonger
| Säsong | Nivå | Liga           | Placering | Webbplats     | Notering |
| ------ | ---- | -------------- | --------- | ------------- | -------- |
| 2004   | 1    | Damallsvenskan | 6         | [ 1 ]         |          |
| 2005   | 1    | Damallsvenskan | 4         | [ 2 ] [ 3 ]   |          |
| 2006   | 1    | Damallsvenskan | 3         | [ 4 ] [ 5 ]   |          |
| 2007   | 1    | Damallsvenskan | 6         | [ 6 ] [ 7 ]   |          |
| 2008   | 1    | Damallsvenskan | 2         | [ 8 ] [ 9 ]   |          |
| 2009   | 1    | Damallsvenskan | 1         | [ 10 ] [ 11 ] |          |
| 2010   | 1    | Damallsvenskan | 3         | [ 12 ] [ 13 ] |          |
| 2011   | 1    | Damallsvenskan | 6         | [ 14 ] [ 15 ] |          |
| 2012   | 1    | Damallsvenskan | 3         | [ 16 ] [ 17 ] |          |
| 2013   | 1    | Damallsvenskan | 3         | [ 18 ] [ 19 ] |          |
| 2014   | 1    | Damallsvenskan | 4         | [ 20 ] [ 21 ] |          |
| 2015   | 1    | Damallsvenskan | 4         | [ 22 ] [ 23 ] |          |
| 2016   | 1    | Damallsvenskan | 1         | [ 24 ] [ 25 ] |          |
| 2017   | 1    | Damallsvenskan | 1         | [ 26 ] [ 27 ] |          |
| 2018   | 1    | Damallsvenskan | 5         | [ 28 ] [ 29 ] |          |
| 2019   | 1    | Damallsvenskan | 5         | [ 30 ] [ 31 ] |          |
| 2020   | 1    | Damallsvenskan | 4         | [ 32 ] [ 33 ] |          |
| 2021   | 1    | Damallsvenskan | 6         | [ 34 ] [ 35 ] |          |
| 2022   | 1    | Damallsvenskan | 3         | [ 36 ] [ 37 ] |          |
| 2023   | 1    | Damallsvenskan | 3         | [ 38 ] [ 39 ] |          |
| 2024   | 1    | Damallsvenskan | 9         | [ 40 ]        |          |

## Färger
Linköping FC spelar i blå trikåer.
| Linköping FC | Linköping FC |

### Dräktsponsor
???? – Nike
 ???? – Select

### Trikåer
| Hemmaställ | Hemmaställ | Hemmaställ | Hemmaställ | Hemmaställ | Hemmaställ |

## Spelare

### Spelartruppen
| Nummer      | Land      | Spelare                 | Födelsedatum     | Kom från            | Moderklubb        |           |
| Målvakter   | Målvakter | Målvakter               | Målvakter        | Målvakter           | Målvakter         | Målvakter |
| ----------- | --------- | ----------------------- | ---------------- | ------------------- | ----------------- | --------- |
| 1           | Sverige   | Cajsa Andersson         | 19 januari 1993  | Piteå IF            | Älta IF           |           |
| 13          | Finland   | Anna Koivunen           | 6 november 2001  | HJK                 | TPS               |           |
| Försvarare  |           |                         |                  |                     |                   |           |
| 3           | Sverige   | Johanna Alm             | 29 april 2001    | Lindö FF            | Lindö FF          |           |
| 5           | Sverige   | Nilla Fischer           | 2 augusti 1984   | Wolfsburg           | Verums GoIF       |           |
| 10          | Sverige   | Emma Lennartsson        | 23 april 1991    | IFK Norrköping      | Norsholms IF      |           |
| -           | Sverige   | Nellie Karlsson         | 9 juli 1995      | Växjö DFF           | Hovshaga AIF      |           |
| -           | Sverige   | Stina Lennartsson       | 4 april 1997     | Växjö DFF           | Bäckseda IF       |           |
| Mittfältare |           |                         |                  |                     |                   |           |
| 14          | Danmark   | Amalie Vangsgaard       | 29 november 1996 | FC Nordsjælland     | Danmark           |           |
| 16          | Norge     | Heidi Ellingsen         | 28 juli 1998     | Lillestrøm SK       | Lier IL           |           |
| 22          | Finland   | Olga Ahtinen            | 15 augusti 1997  | Limhamn Bunkeflo    | GBK               |           |
| 29          | Japan     | Yuka Momiki             | 9 april 1996     | OL Reign            | USA               |           |
| 30          | Danmark   | Sofie Bredgaard         | 18 januari 2002  | B 93                | Frederiksværk FK  |           |
| -           | Sverige   | Johanna Svedberg        | 13 juli 2003     | BK Häcken           | Sävedalens IF     |           |
| -           | Japan     | Saori Takarada          | 27 december 1999 | Washington Spirit   | Japan             |           |
| Anfallare   |           |                         |                  |                     |                   |           |
| 9           | Sverige   | Therese Simonsson       | 23 maj 1998      | Umeå IK             | Vasalunds IF      |           |
| 11          | Ukraina   | Nadiia Kunina           | 29 mars 2000     | Zhytlobud-1 Kharkiv | Spartak Chernihiv |           |
| 18          | Sverige   | Ronja Karlsson Törnborg | 7 mars 2002      | IFK Norrköping      | Tallboda IF       |           |
| 21          | Sverige   | Alva Selerud            | 3 mars 2000      | IFK Norrköping      | Svärtinge SK      |           |
| 23          | Sverige   | Cornelia Kapocs         | 3 juli 2000      | IK Uppsala          | Tölö IF           |           |

### Profiler genom åren
Listan är sorterad i första hand efter nationalitet, därefter första året i klubben.
Australien
- Kathryn Gill (2011)
- Lisa De Vanna (2012)

Brasilien
- Daniela (2008)
- Cristiane (2008)

Danmark
- Cathrine Paaske Sørensen (2009)
- Julie Rydahl Bukh (2009)
- Mariann Gajhede (2011–2016)
- Pernille Harder (2012–2016)
- Janni Arnth (2014–2018)
- Johanna B. Rasmussen (2017–2018)
- Nicoline Sørensen (2017–2018)
- Sofie Bredgaard (2020–2022)
- Amalie Vangsgaard (2021–2022)

England
- Karen Bardsley (2011–2012)
- Natasha Dowie (2018)

Finland
- Anna-Kaisa Rantanen (2004–2008)
- Linda Sällström (2010–2014)
- Olga Ahtinen (2020–2023)

Nederländerna
- Manon Melis (2012)
- Renée Slegers (2013–2016)

Norge
- Nora Holstad Berge (2010–2012)
- Kristine Minde (2014–2017)
- Frida Maanum (2017–2021)

Nigeria
- Faith Ikidi (2007, 2009–2010)
- Maureen Mmadu (2007)
- Uchenna Kanu (2020-2021)

Portugal
- Claudia Neto (2014–2017)

Sverige
- Hedvig Lindahl (2004–2008)
- Josefine Öqvist (2005–2010)
- Sara Larsson (2005–2009)
- Caroline Seger (2005–2009)
- Frida Östberg (2006–2007)
- Kosovare Asllani (2007–2009, 2010–2011, 2017–2019)
- Jessica Landström (2008–2009)
- Sofia Lundgren (2009–2013)
- Jonna Andersson (2009–2017, 2025-)
- Jessica Samuelsson (2010–2017)
- Louise Fors (2010–2012)
- Nilla Fischer (2012–2013, 2019-2022)
- Magdalena Eriksson (2013–2017)
- Stina Blackstenius (2013-2016, 2019)
- Fridolina Rolfö (2014–2016)
- Lina Hurtig (2017–2020)
- Filippa Angeldal (2018–2019)

USA
- Tiffeny Milbrett (2006–2007)

## Tränare genom åren
- Michael Bornehav (2004–2005)
- Per–Johan Karlsson (2006)
- Daniel Pettersson (2007–2008)
- Magnus Wikman (2009)
- Jörgen Petersson (2010–2012)
- Peter Kuno Johansson (2010)
- Denise Reddy (2011–2012)
- Christian Andersson (2012)
- Martin Sjögren (2012–2016)
- Kim Björkegren (2017)
- Marcus Walfridson (2018)
- Henrik Jensen (2018)
- Olof Unogård (2018–2020)
- William Strömberg (2020)
- Andreé Jeglertz (2021–2023)
- Anders Jacobson (2023)
- Rafael Roldán Bermúdez (2024)
- Jonne Kunnas (2024–2025)
- Willie Kirk (2025-)